# Laurentino (nome)
Laurentino  è un nome proprio di persona italiano maschile.

## Varianti
- Femminili: Laurentina[1]

### Varianti in altre lingue
- Catalano: Laurentí[2], Lorentí[2]
- Francese: Laurentin[3]
  - Femminili: Laurentine[3]
- Latino: Laurentinus[2][3]
  - Femminili: Laurentina[3]
- Portoghese: Laurentino[3]
  - Femminili: Laurentina[3]
- Spagnolo: Laurentino[2][3], Lorentino[2]
  - Femminili: Laurentina[3]

## Origine e diffusione
Continua il cognomen romano Laurentinus, un gentilizio derivato dal nome Laurentius ("Lorenzo").

## Onomastico
L'onomastico si può festeggiare il 3 febbraio in memoria di san Laurentino, martire a Cartagine sotto Decio con i santi Lorenzo, Clerina e Celerino, oppure il 3 giugno in ricordo di un altro san Laurentino o Lorentino, martire ad Arezzo insieme al fratello Pergentino sempre sotto Decio.

## Persone

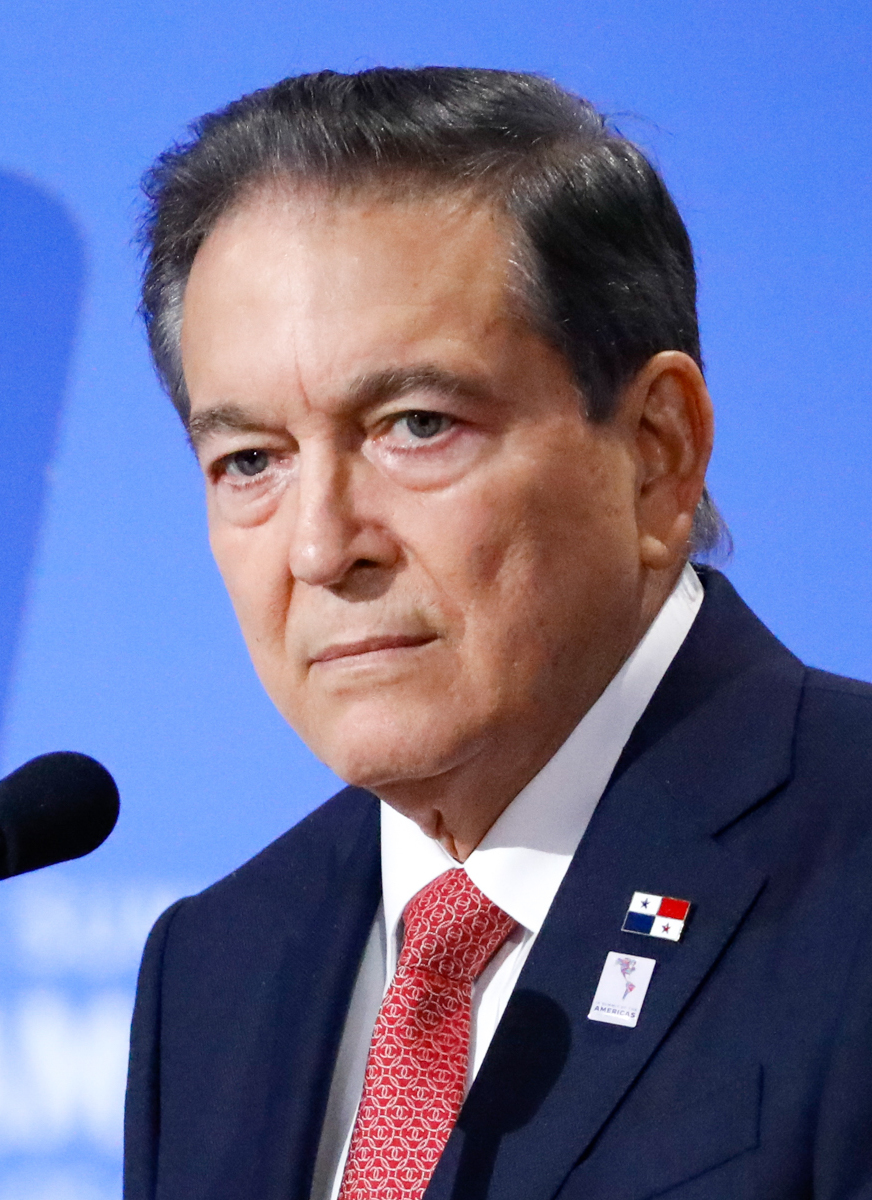
Laurentino Cortizo

- Laurentino Cortizo, politico panamense
- Laurentino Garcia y Garcia, archeologo e storico spagnolo
- Laurentino Gomes, giornalista, scrittore e editore brasiliano

### Variante femminile Laurentina
- Laurentina Guidotti, attrice e produttrice cinematografica italiana